# Nederlandse gemeenteraadsverkiezingen 1986
De Nederlandse gemeenteraadsverkiezingen in 1986 waren reguliere gemeenteraadsverkiezingen in Nederland. Zij werden gehouden op 19 maart 1986.

## Geen verkiezingen in verband met herindeling
In de volgende gemeenten werden op 19 maart 1986 geen gemeenteraadsverkiezingen gehouden omdat zij recent betrokken geweest waren bij een herindelingsoperatie:
- Herindeling per 1 januari 1986

In de gemeenten Giessenlanden, Graafstroom, Leerdam, Liesveld, Vianen, Vuren en Zederik waren al herindelingsverkiezingen gehouden op 27 november 1985.

## Opkomst
| 1986                        | # stemmen  | %     |
| --------------------------- | ---------- | ----- |
| Kiesgerechtigden            | 10.760.789 |       |
| Niet opgekomen              | 2.880.620  | 26,77 |
| Opkomst                     | 7.880.169  | 73,23 |
| Ongeldige en blanco stemmen | 41.363     | 0,52  |
| Geldige stemmen             | 7.838.806  | 99,48 |

## Landelijke uitslagen
| Naam partij                     | # stemmen | % stemmen |
| ------------------------------- | --------- | --------- |
| overige partijen en combinaties | 1.575.721 | 20,10     |
| PvdA                            | 2.271.122 | 28,97     |
| CDA                             | 2.192.065 | 27,96     |
| VVD                             | 1.258.127 | 16,05     |
| D66                             | 281.396   | 3,59      |
| SGP                             | 102.485   | 1,31      |
| GPV                             | 52.749    | 0,67      |
| PSP                             | 31.215    | 0,40      |
| CPN                             | 31.051    | 0,40      |
| RPF                             | 30.374    | 0,39      |
| PPR                             | 12.501    | 0,16      |